# Jon Bon Jovi
John Bongiovi, dit Jon Bon Jovi, est un auteur-compositeur-interprète, producteur, philanthrope et acteur américain, né le 2 mars 1962 à Perth Amboy (New Jersey). Il est principalement connu comme étant le fondateur et leader du groupe de rock Bon Jovi, formé en 1983.
Jon Bon Jovi a sorti deux albums solo et douze albums studio avec son groupe, qui est l'une des formations les plus prolifiques du rock, avec à ce jour plus de 130 millions d'albums vendus dans le monde. Dans les années 1990, Bon Jovi commence une carrière d'acteur, en incarnant des rôles divers, notamment dans Moonlight et Valentino et U-571. Le chanteur fait également plusieurs apparitions à la télévision dans diverses séries, comme Sex and the City, West Wing et Ally McBeal.
En tant que compositeur, Jon Bon Jovi atteint la reconnaissance en étant intronisé, en compagnie de son ami Richie Sambora, au Songwriters Hall of Fame en 2009,.
En 2012, le chanteur se classe en 50e position sur la liste « Power 100 » du magazine Billboard, un classement des « personnes les plus influentes de l'industrie musicale ». En 1996, le magazine People le classe dans sa liste des « 50 personnes les plus belles du monde ». En 2000, le même magazine lui décerne le titre de « Rockstar la plus sexy » et il est classé 13e au classement des « 100 Artistes les plus sexy » établi par la chaîne de télévision musicale américaine VH1.
Jon Bon Jovi atteint la 31e place sur la liste « Top 100 des chanteurs de heavy metal » selon le magazine américain Hit Parader.
Jon Bon Jovi est le dirigeant de la fondation The Jon Bon Jovi Soul Foundation, fondée en 2006, pour lutter contre le désespoir économique qui touche notamment les sans-abris et les ménages à bas revenus. Par ailleurs, il est le fondateur et l'ancien propriétaire majoritaire (de 2004 à 2008) de l'équipe Arena Football League, le Soul de Philadelphie.
L'artiste est également connu pour son engagement politique en faveur du parti démocrate. En 2001, il a reçu un doctorat honoris causa en sciences humaines de l'université Monmouth, dans le New Jersey. Engagé pour le Parti démocrate, il a fait campagne pour Al Gore lors de l'élection présidentielle de 2000, John Kerry lors de l'élection de 2004, Barack Obama lors de l'élection de 2008, et Hillary Clinton lors de l'élection de 2016. Sous la présidence Barack Obama, Bon Jovi est nommé au Conseil de la Maison-Blanche pour les solutions communautaires.
En 2016, sa fortune est estimée à 410 millions de dollars selon le magazine Forbes.

## Biographie

### Jeunesse
John Francis Bongiovi Jr. est né à Perth Amboy dans le New Jersey. Il est le fils de deux anciens marines. Son père, John Francis Bongiovi Sr., d'origines italienne (de Sciacca, en Sicile) et slovaque, exerce la profession de coiffeur, tandis que sa mère, Carol Sharkey, d'origines allemande et russe,, est une bunny girl reconvertie en fleuriste. Il a deux frères, Anthony et Matthew.
Il existerait[Quoi ?] un lien de parenté entre la famille Bongiovi et le chanteur Frank Sinatra.
John Bongiovi est élevé dans la foi catholique. Il passe ses étés à Érié, en  Pennsylvanie, chez ses grands-parents et vend notamment des journaux. Enfant, il fréquente l'école secondaire St. Joseph, de Metuchen, pendant deux années.
Il est ensuite transféré à la Sayreville War Memorial High School de Parlin.
Il passe la plus grande partie de son adolescence à délaisser l'école pour ses activités musicales. Il finit par jouer dans des groupes locaux avec des amis et son cousin Tony Bongiovi, propriétaire du célèbre studio d'enregistrement new-yorkais The Power Station. En conséquence, ses dossiers scolaires affichaient de mauvaises notes. À 16 ans, John Bongiovi commence à se produire dans des clubs. Il ne tarde pas à rejoindre le claviériste David Bryan (de son vrai nom David Bryan Rashbaum), pour jouer dans un groupe de rhythm and blues appelé Atlantic City Expressway (ACE). Il fait également partie de différents groupes dont The Rest, The Lechers, John Bongiovi & The Wild Ones.
Quand il a dix-sept ans, John Bongiovi travaille comme concierge et homme à tout faire au studio The Power Station. Après les heures de fermeture du studio, il enregistre sa propre musique, assisté par son cousin. En 1980, quand Meco est là pour enregistrer Christmas in the Stars: The Star Wars Christmas Album, Tony Bongiovi propose à son cousin de chanter sur la mélodie du morceau R2-D2 We Wish You a Merry Christmas.. Cela devient ainsi le premier enregistrement professionnel crédité de Jon.
En 1983, John Bongiovi rejoint brièvement le groupe Scandal en tant que guitariste rythmique. Il apparaît également lors d'un enregistrement démo de la vidéo de musique pour le single Love's Got A Line On You de Scandal en 1983 qui atteint la 59e place des charts aux États-Unis.

### Carrière musicale

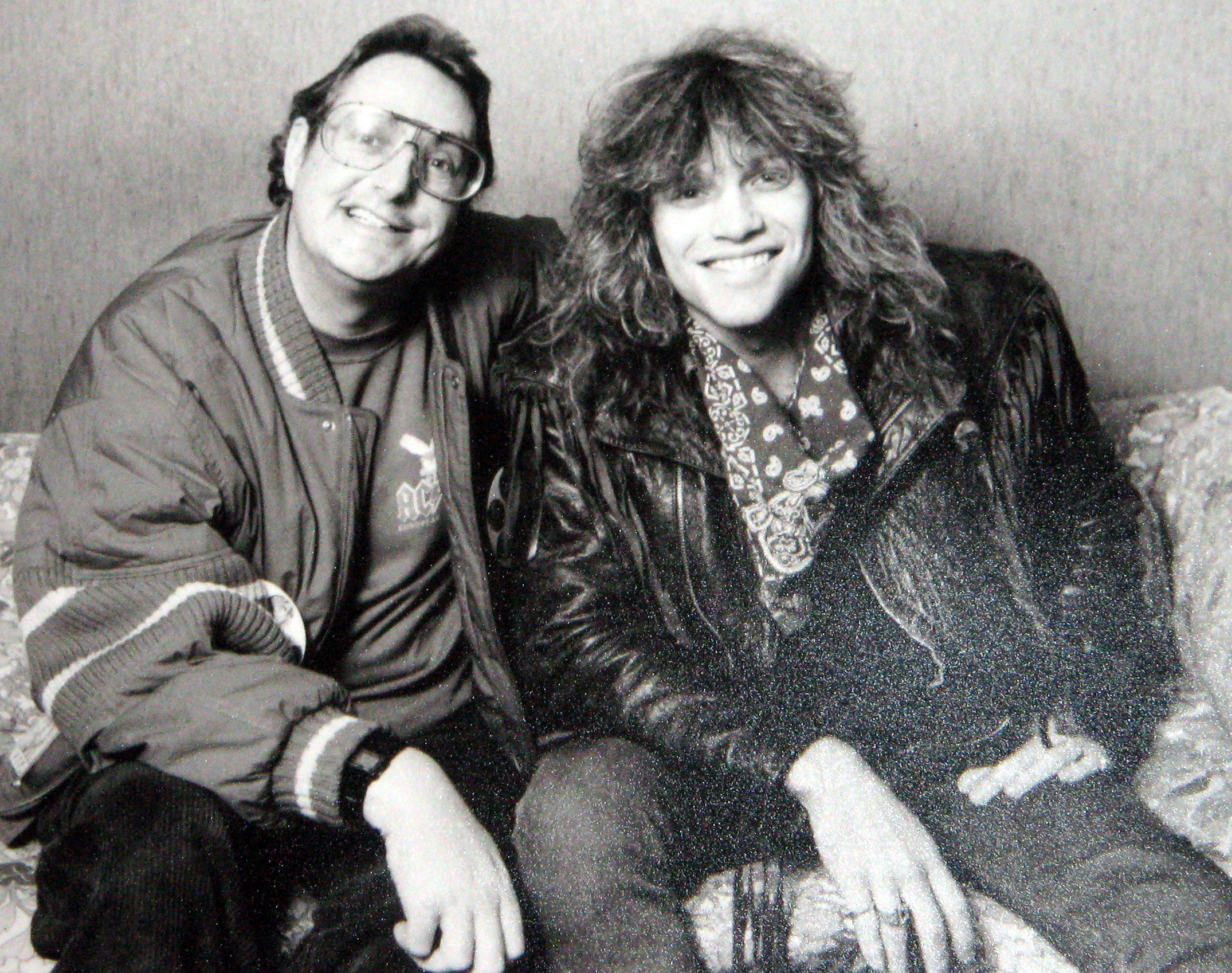
Jon Bon Jovi avec Jonathan King en 1987

En juin 1982, Jon Bon Jovi enregistre une chanson intitulée Runaway en compagnie du guitariste Tim Pierce, du claviériste Roy Bittan, du batteur Frankie LaRocka et du bassiste Hugh McDonald. Il démarche ensuite plusieurs maisons de disques pour montrer l’étendue de son talent, y compris Atlantic Records et Mercury Records, mais toutes le refusent. Bon Jovi visite alors la radio rock WAPP 103.5FM The Apple à New York. Il s'entretient directement avec le directeur promotionnel qui accepte d'inclure la chanson Runaway dans un album de compilation présentant les talents locaux. Runaway obtient ainsi un succès relativement important sur la côte Est. Par la suite, Mercury Records offre un contrat à Bon Jovi en 1983. Le chanteur adopte officiellement le nom de Jon Bon Jovi à la demande de la maison de disques avec laquelle il avait signé le contrat. Pour promouvoir ce single, Bon Jovi fait appel à David Bryan, au bassiste Alec John Such et à Tico Torres pour la batterie. David Sabo (Skid Row), le voisin de Jon Bon Jovi, rejoint la bande en tant que guitariste avant d’être finalement remplacé par Richie Sambora. Tandis que le futur groupe de rock se cherche un nom, Doc McGhee, celui qui sera le manager du groupe pendant 7 années, leur propose de tout simplement se nommer Bon Jovi. Le groupe sort son premier album éponyme le 21 janvier 1984 et un second projet intitulé 7800° Fahrenheit et commence à se faire une place dans le genre glam metal. Le quintuet devient un acteur principal de la scène internationale à la fin des années 1980, quand ils sortent leur célèbre album Slippery When Wet. Le succès se poursuit avec leur quatrième album New Jersey, en 1988.
Avec la renommée imposante du groupe, Jon et Richie sont invités à participer à la production de l'album éponyme de la chanteuse Cher en 1987. Bon Jovi et Sambora co-écrivent et chantent les chœurs sur le single We All Sleep Alone de Cher. Il participe à la production de l'album Heart of Stone de Cher, en co-écrivant notamment la chanson Does Anybody Really Fall In Love Anymore ?. Les deux amis produisent et co-écrivent également une chanson intitulée Hell Is Living Without You sur l'album Trash d'Alice Cooper en 1989.
Pendant la tournée Slippery When Wet Tour en 1987, la tentative de Jon Bon Jovi de donner le meilleur de lui-même pendant les concerts et le programme épuisant de la tournée lui cause des problèmes de cordes vocales, l’obligeant à commencer à suivre un traitement à base de stéroïdes pour conserver sa voix. Avec l'aide d'un coach vocal, il continue, tout de même, la tournée. Malgré le succès massif du groupe avec Slippery When Wet et New Jersey, être toujours sur la route détruit peu à peu le lien fort qui unit les membres du groupe. Les musiciens sont épuisés physiquement, mentalement et émotionnellement. Jon Bon Jovi fait remarquer que les membres du groupe décide de s'éloigner les uns des autres après la tournée New Jersey Syndicate Tour, qui a compté 232 concerts sur les cinq continents et qui s'est terminée au début des années 1990.
En 1990, Jon Bon Jovi enregistre la bande originale du film Young Guns II, plus connu sous le nom de Blaze of Glory. Ayant été approché à l'origine par son ami Emilio Estevez pour permettre au morceau Wanted Dead or Alive d’être la chanson titre de la suite des aventures de Billy the Kid, Jon finit par composer une toute nouvelle chanson pour la bande originale du film et livre ainsi son premier album solo . L'album présente des invités tels qu'Elton John, Little Richard et Jeff Beck. La chanson titre, Blaze of Glory, atteint la première place du Billboard Hot 100. En 1991, Blaze of Glory remporte le prix de chanson pop/rock favorite aux American Music Awards et reçoit également un Golden Globe. La chanson a également valu à Jon Bon Jovi une nomination aux Oscars et une nomination aux Grammy Awards.

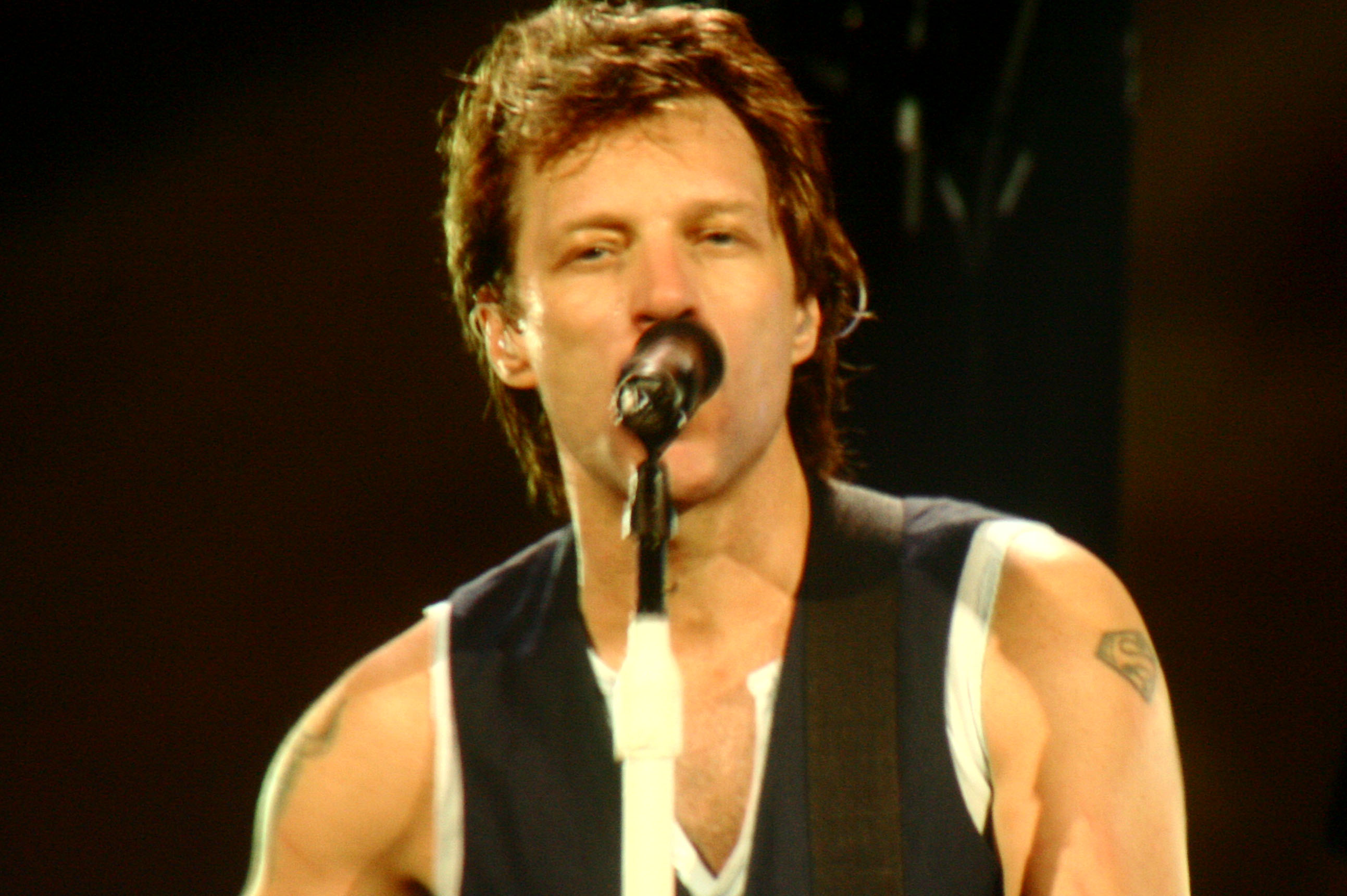
Lost Highway Tour (2007-2008)

En 1991, Jon Bon Jovi crée son propre label, Jambco Records, et produit les albums Blood on the Bricks d'Aldo Nova et Pretty Blue World de Billy Falcon. Désillusionné face à l'industrie de la musique, malgré tout son succès, le chanteur reste mécontent du statu quo au sein de son groupe. À l'été 1991, il décide donc de partir pour un raid en moto pendant 2 semaines ce qui va affecter de manière significative ses talents créatifs.
En septembre 1991, il congédie le manager du groupe, Doc McGhee, ainsi que des conseillers commerciaux et des agents. Voulant prendre les choses en main, il crée Bon Jovi Management. Après cela, il réunit le groupe au complet pour mettre fin aux querelles et divers problèmes qui subsistent. La bande du New Jersey revient ainsi avec l'album Keep the Faith, à la fin de l’année 1992. Jon Bon Jovi souhait donner une nouvelle image au groupe. Pour cela, il commence par se couper les cheveux. Les médias accordent une attention considérable aux cheveux de Jon Bon Jovi, en ayant fait notamment les gros titres sur la chaîne CNN.Le groupe se détourne considérablement des sonorités du rock des années 1980 pour un rock conventionnel introduisant un son plus mature.
En 1994, Jon Bon Jovi compose, par ailleurs, la chanson Ronnie de l'interprète québécois Francis Martin, connu maintenant sous le nom de Kaya.
Un autre album, These Days, sort en 1995, en étant toujours inscrit dans la lignée du disque précédent, et connaît également un succès international important.
En 1997, Jon Bon Jovi écrit puis délivre son deuxième album solo, Destination Anywhere. Un court métrage du même nom est enregistré autour de la sortie du disque, entièrement basé sur les chansons de l'album et mettant en vedette Jon Bon Jovi, Demi Moore, Kevin Bacon et Whoopi Goldberg.
Un troisième album de Jon, non publié et enregistré en 1998, est offert en écoute à un parterre de fans le 26 août 1998 lors d'une fête d'écoute.
Une compilation dénommée The Power Station Years sort en 1999 et recense diverses maquettes qui ont été enregistrées à l'époque où Jon travaillait pour son cousin Tony.
Après cinq ans depuis leur dernier album studio, le groupe revient en 2000 et avec leur septième album studio, Crush. Le single It's My Life permet de présenter le groupe à une nouvelle base de fans plus jeune.
Le groupe délivre par la suite 3 autres albums entre 2001 et 2010 en essayant sans cesse de se renouveler et de faire preuve d’originalité au sein de ses chansons.
En 2012, Jon Bon Jovi enregistre la bande originale du film Les Derniers Affranchis, plus connu sous le nom de Not Running Anymore. Le 13 décembre 2012, il est annoncé que Not Running Anymore est nommé pour recevoir un Golden Globe.
Une nouvelle ère s’ouvre pour le groupe après le départ de Richie Sambora qui laisse derrière lui ses ultimes riffs de guitare sur l’album What About Now. Phil X prend alors les commandes à la guitare et le groupe poursuit son aventure avec un Jon Bon Jovi au meilleur de sa forme mais dont la voix commence à être épuisée par 30 années de concerts et de tournées.

### Carrière d'acteur
Jon Bon Jovi est un acteur crédité dans les films Moonlight et Valentino, The Leading Man, Destination Anywhere, L'Héritage de Malcolm, Little City, Quitte ou Double, Row Your Boat, Vampires 2 : Adieu vampires, U-571, Cry Wolf, Pucked, et Happy New Year. Il joue également second rôle dans le film Un monde meilleur, dans lequel il incarne l'ex-mari abusif d'Helen Hunt.
Ses apparitions dans les séries télévisées incluent Sex and the City, 30 Rock, Las Vegas, À la Maison-Blanche, et un rôle de plombier dans Ally McBeal et étant le petit ami d'Ally pendant une courte période. Il apparaît également dans le film Young Guns 2 de 1990 mais n'est pas crédité. Le 24 janvier 2011, il est confirmé que Jon serait présent dans le film Happy New Year, sorti plus tard dans l'année, en tant que rock star à succès qui est connecté avec le personnage de Katherine Heigl.

### Philanthropie

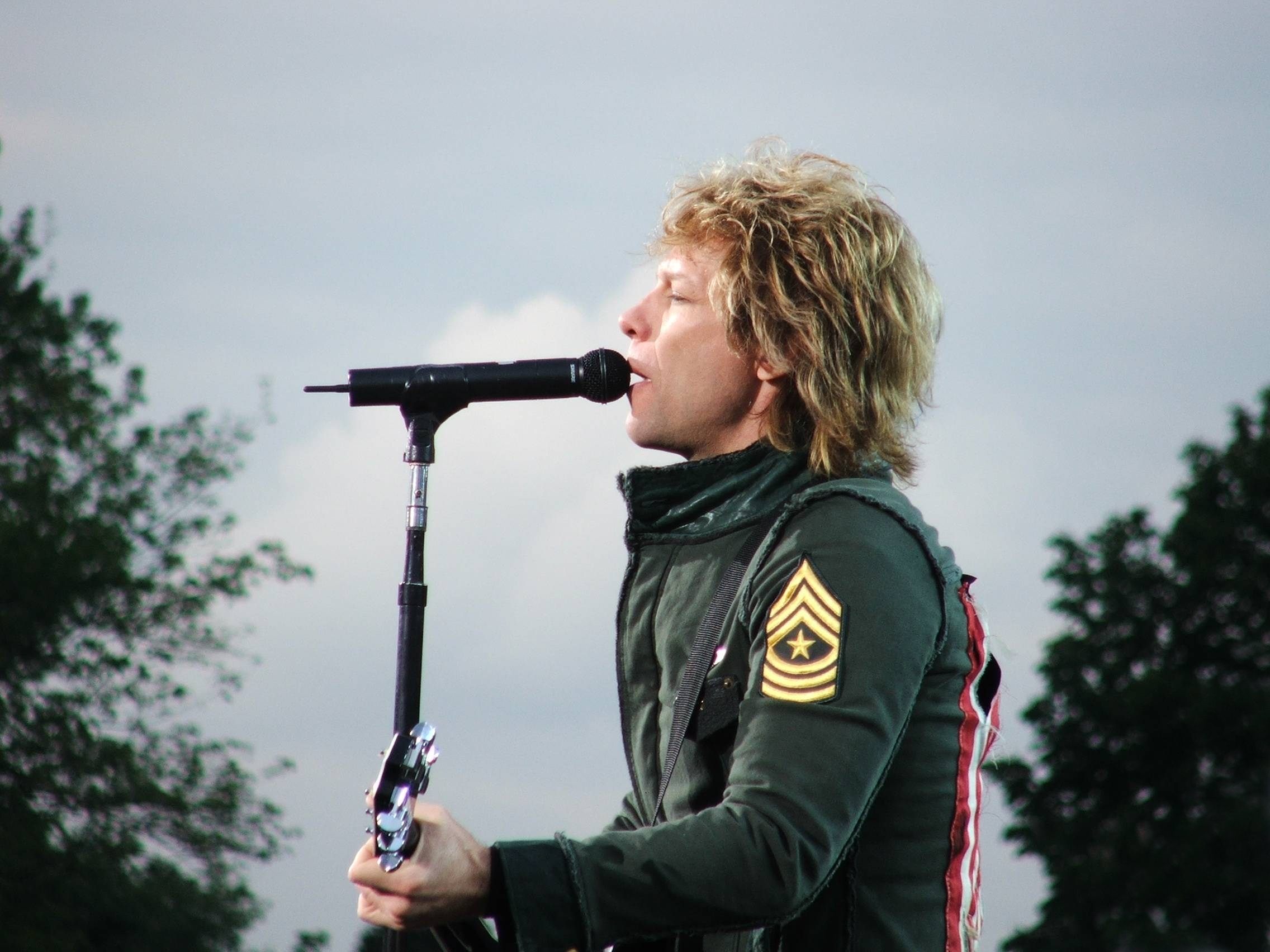
Jon Bon Jovi en concert aux Pays-Bas en 2006

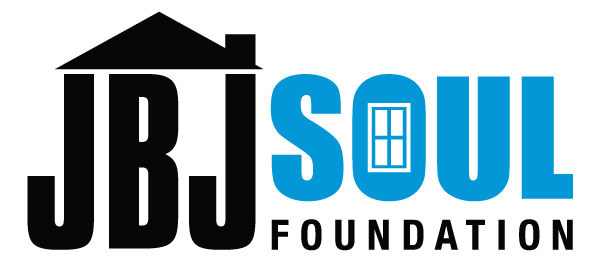
La fondation de l'artiste

Jon Bon Jovi s’est investi pour différentes organisations et programmes humanitaires dont les Special Olympics, la Croix-Rouge américaine la Fondation Elizabeth Glaser pour la prévention et lutte contre le sida, Habitat for Humanity International, Covenant House International, Project HOME, et également sa propre fondation nommé The Jon Bon Jovi Soul Foundation.
Jon Bon Jovi  collabore avec Habitat for Humanity International depuis 2005, période durant laquelle il a fourni des fonds pour construire six maisons à Philadelphie et participé aux travaux de ces dernières aux côtés des familles des propriétaires et les joueurs de son équipe de football Soul de Philadelphie. Le site de construction sert également de lieu de tournage pour le single de son groupe Who Says You Can't Go Home. En 2006, il fait un don de 1 million de dollars pour la construction de 28 maisons en Louisiane pour des familles à faible revenus, frappées par les ouragans. En juillet 2007, Bon Jovi annonce un projet de réhabilitation d'un bloc de 15 maisons dans le nord de Philadelphie,. Lors d'une apparition dans l’émission The Oprah Winfrey Show en 2005, le groupe fait une donation d'un million de dollars à la fondation Angel Network.
The Jon Bon Jovi Soul Foundation (anciennement Philadelphia Soul Charitable Foundation) est créée en 2006 et existe pour aider  les sans-abri et les familles à faible revenus. Grâce au financement et à la création de programmes et de partenariats, cette organisation soutient les efforts communautaires novateurs pour briser le cycle de la pauvreté et de l'itinérance. Le 19 octobre 2011, elle ouvre le JBJ Soul Kitchen, un restaurant communautaire où les clients paient ce qu'ils peuvent se permettre pour leurs repas, soit avec de l'argent, soit en faisant du bénévolat.
Jon est l'un des 21 artistes qui chantent sur Everybody Hurts, un single de charité organisé par Simon Cowell, en faveur des sinistrés du séisme de 2010 à Haïti.

### Activisme politique
Jon Bon Jovi se présente comme n'ayant aucun affinité politique mais a soutenu et fait différentes tournées avec de nombreux politiciens démocrates. Il fait campagne en 2004 pour le candidat John Kerry, en faisant diverses apparition et jouant notamment des sets acoustiques (avec Richie Sambora). Bon Jovi a également joué dans le cadre du concert Live Earth au Meadowlands en 2007, en présence de l'ancien vice-président Al Gore. En 2008, Jon Bon Jovi soutient Barack Obama à la présidence, organisant un dîner privé exclusif chez lui, en guise de collecte de fonds pour sa campagne. Il participe également à une collecte de fonds à Manhattan en 2009, pour l'ancienne secrétaire d'État et candidate démocrate à la présidence de 2016 Hillary Clinton, pour réduire une partie de sa dette de campagne 2008 s'élevant à 6,3 millions de dollars. Le dimanche 18 janvier 2009, Bon Jovi interprète un duo avec Bettye LaVette lors du concert d'inauguration d'Obama sur le morceau de Sam Cooke A Change is Gonna Come. Le 4 juin 2009, Bon Jovi présente un spectacle acoustique pour le gouverneur démocrate Jon Corzine au New Jersey Performing Arts Center.
Le 24 juin 2009, Bon Jovi, Sambora et Andy Madadian ont enregistré un message musical de solidarité mondiale avec le peuple iranien à la suite du soulèvement postélectoral dans ce pays. Le signe persan manuscrit dans la vidéo se traduit par Nous sommes un.
Le 15 décembre 2010, Bon Jovi est nommé, par Barack Obama, conseiller pour les solutions communautaires à la Maison-Blanche. Les efforts de Bon Jovi avec sa fondation a donné lieu à des partenariats public-privé ainsi qu'à plus de 260 logements abordables pour les personnes et les familles à faible revenu. En plus de fournir des conseils au président sur pour répondre aux besoins spécifiques de la communauté, le Conseil des solutions communautaires de la Maison-Blanche est chargé de trois fonctions clés: recruter des leaders dans les secteurs à but non lucratif, privé et philanthropique pour progresser sur les objectifs politiques clés; fournir des commentaires stratégiques et des recommandations pour aider le gouvernement fédéral à promouvoir une plus grande innovation et une collaboration intersectorielle; et honorer et souligner ceux qui ont un impact significatif dans leurs propres communautés.
En 2017, Bon Jovi recueille de l'argent pour Jim Renacci, représentant républicain conservateur du 16e district du Congrès de l'Ohio, puis candidat au poste de gouverneur de l'Ohio.

### Vie privée

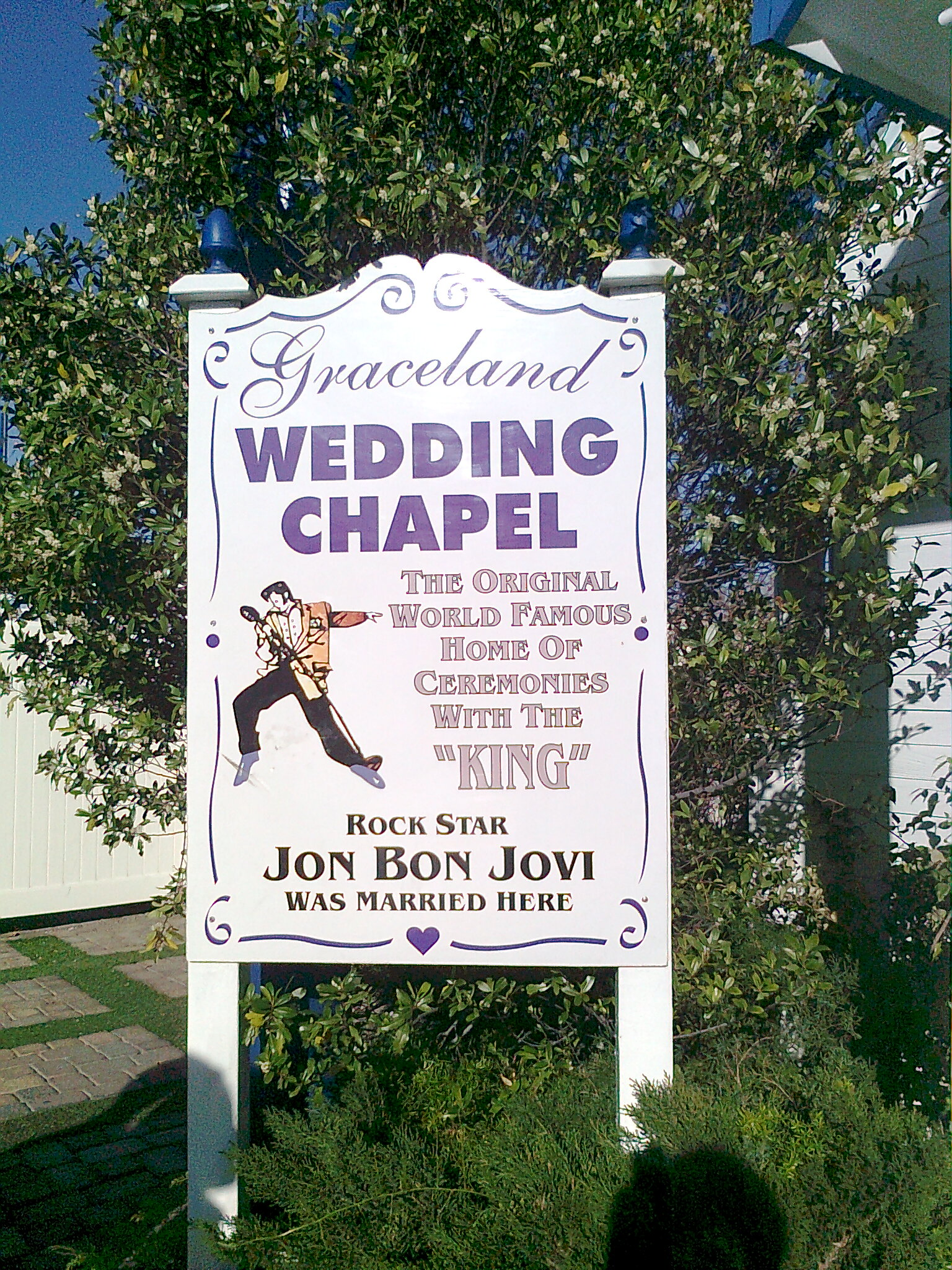
Chapelle de mariage de Graceland, où Jon Bon Jovi a épousé Dorothea Hurley.

Lors d'une escale à Los Angeles durant le New Jersey Syndicate Tour en 1989, Jon s'est secrètement rendu à Las Vegas et a épousé sa petite amie du lycée, Dorothea Hurley (née le 29 septembre 1962), le 29 avril à la chapelle de mariage de Graceland. Le couple a quatre enfants : une fille, Stephanie Rose Bongiovi (née le 31 mai 1993) et trois fils, Jesse James Louis Bongiovi (né le 19 février 1995), Jake Hurley Bongiovi (né le 7 mai 2002) et Romeo Jon Bongiovi (né le 29 mars 2004).
Dans son ancienne résidence de Rumson, dans le New Jersey, il a établi son studio d'enregistrement dans le sous-sol de sa maison.
En 2004, il est devenu le fondateur et le principal propriétaire, avec son ami Richie Sambora des Soul de Philadelphie de l'Arena Football League. Jon proclame avoir été fan depuis toujours de football américain, particulièrement de l'équipe des New York Giants. Il est apparu dans plusieurs publicités télévisées pour la ligue, généralement avec John Elway, le quarterback et légende des Broncos de Denver. Bon Jovi n'est plus propriétaire des Soul de Philadelphie en 2010. En 2011, Jon a exprimé son intérêt à acheter 15% des parts dans l'équipe des Falcons d'Atlanta pour 150 millions de dollars.
Jon Bon Jovi se décrit comme un catholique en convalescence.
Le 19 décembre 2011, Jon Bon Jovi a tenu à nier la rumeur de sa mort qui avait été annoncée par un faux communiqué. Pour y répondre avec humour, il pose avec une affiche affirmant « Le paradis ressemble beaucoup au New Jersey » (« Heaven looks a lot like New Jersey »), datée du même jour « dec 19th 2011 6:00 ».
À la fin de 2013, il a été rapporté que Jon Bon Jovi participerait à la course au rachat des Bills de Buffalo à la suite du décès du propriétaire de longue date, Ralph Wilson. Bon Jovi a nié les rumeurs. Cependant, en juin 2014, il a été confirmé qu'il avait l'intention de faire une offre pour l'équipe. Jon a atteint le dernier tour d'enchères, mais l'équipe a été vendue au propriétaire des Sabres de Buffalo, Terry Pegula.
En 2018, le chanteur se lance dans la production d'un vin rosé en biodynamie, en compagnie de son fils Jesse et de Gérard Bertrand, qui sera commercialisé aux États-Unis sous le nom de Diving into Hampton Water.

## Discographie

### Albums solo
| 1990                              | Blaze of Glory - Label: Mercury Records       | 3  | — | 2 | 2 | 3 | 3  | 4 | — | 4 | 1 | 4 | 1 | - CAN: 2× Platine |
| 1997                              | Destination Anywhere - Label: Mercury Records | 31 | 6 | 2 | 4 | 2 | 34 | 2 | 1 | 1 | 1 | 1 | 7 | - ITA: Platine    |
| "—" pas classés dans les chartes. |                                               |    |   |   |   |   |    |   |   |   |   |   |   |                   |

### Singles
| Année                             | Single                                                    | Classements | Classements | Classements | Classements | Classements | Classements | Classements | Classements | Classements | Classements | Classements | Classements | Classements | Album                      |
| Année                             | Single                                                    | E-U         | US Rock     | CAN         | AUS         | FIN         | NZ          | R-U         | IRL         | ALL         | SUI         | AUT         | P-B         | SUE         | Album                      |
| --------------------------------- | --------------------------------------------------------- | ----------- | ----------- | ----------- | ----------- | ----------- | ----------- | ----------- | ----------- | ----------- | ----------- | ----------- | ----------- | ----------- | -------------------------- |
| 1990                              | Blaze of Glory                                            | 1           | 1           | 1           | 1           | 2           | 1           | 13          | 3           | 16          | 5           | 2           | 16          | 3           | Blaze of Glory             |
| 1990                              | Miracle                                                   | 12          | 20          | 6           | 8           | 20          | 6           | 29          | 20          | 47          | 20          | —           | 65          | 15          | Blaze of Glory             |
| 1991                              | Never Say Die                                             | —           | —           | 86          | 60          | —           | —           | —           | —           | —           | —           | —           | —           | —           | Blaze of Glory             |
| 1991                              | Dyin' Ain't Much of a Livin                               | —           | —           | —           | —           | —           | —           | —           | —           | —           | —           | —           | —           | —           | Blaze of Glory             |
| 1991                              | Santa Fe (Promo)                                          | —           | —           | —           | —           | —           | —           | —           | —           | —           | —           | —           | —           | —           | Blaze of Glory             |
| 1992                              | Levon                                                     | 37          | 27          | —           | —           | —           | —           | —           | —           | —           | —           | —           | —           | —           | Two Rooms                  |
| 1994                              | Please Come Home for Christmas"                           | —           | —           | —           | —           | 20          | —           | 7           | 6           | —           | —           | —           | —           | —           | A Very Special Christmas 2 |
| 1997                              | Midnight in Chelsea                                       | 27          | —           | 3           | 17          | 2           | —           | 4           | 13          | 9           | 5           | 8           | 16          | 49          | Destination Anywhere       |
| 1997                              | Queen of New Orleans                                      | —           | —           | 40          | 40          | —           | —           | 10          | 27          | 66          | 50          | —           | 40          | 41          | Destination Anywhere       |
| 1997                              | Janie, Don't Take Your Love to Town                       | 48          | —           | 18          | —           | —           | —           | 13          | —           | 38          | —           | 40          | 61          | —           | Destination Anywhere       |
| 1998                              | Ugly                                                      | —           | —           | —           | —           | —           | —           | —           | —           | 75          | 41          | 39          | —           | —           | Destination Anywhere       |
| 1998                              | Staring at Your Window with a Suitcase in My Hand (Promo) | —           | —           | —           | —           | —           | —           | —           | —           | —           | —           | —           | —           | —           | Destination Anywhere       |
| 2010                              | Everybody Hurts                                           | 121         | —           | 69          | 28          | —           | 17          | 1           | 1           | 16          | 16          | —           | —           | 25          | Single de charité          |
| 2012                              | Not Running Anymore                                       | —           | —           | —           | —           | —           | —           | —           | —           | —           | —           | —           | —           | —           | Stand Up Guys              |
| 2015                              | Love Song to the Earth                                    | —           | —           | —           | —           | —           | —           | —           | —           | —           | —           | —           | —           | —           | Single de charité          |
| 2015                              | Beautiful Day                                             | —           | —           | —           | —           | —           | —           | —           | —           | —           | —           | —           | —           | —           | Finding Neverland          |
| "—" pas classés dans les chartes. |                                                           |             |             |             |             |             |             |             |             |             |             |             |             |             |                            |

### Avec le groupeBon Jovi
- 1984 : Bon Jovi
- 1985 : 7800° Fahrenheit
- 1986 : Slippery When Wet
- 1988 : New Jersey
- 1992 : Keep the Faith
- 1995 : These Days
- 2000 : Crush
- 2002 : Bounce
- 2005 : Have a Nice Day
- 2007 : Lost Highway
- 2009 : The Circle
- 2013 : What About Now
- 2016 : This House Is Not For Sale
- 2020 : 2020
- 2024 : Forever

## Filmographie

### Comme compositeur
- 1990 : Young Guns 2 de Geoff Murphy
- 1997 : Destination Anywhere de Mark Pellington
- 2001 : America the Beautiful (émission spéciale) de Joe DeMaio et Marie Nejame
- 2002 : Mafia Love de Martyn Burke
- 2005 : Cry Wolf de Jeff Wadlow

### Comme acteur

#### Cinéma
- 1987 : The Return of Bruno : lui-même
- 1990 :  Young Guns 2 de Geoff Murphy : un détenu dans la fosse (non crédité)
- 1995  : Moonlight et Valentino de David Anspaugh : le peintre
- 1996 : The Leading Man de John Duigan : Robin Grange
- 1997 : Little City (en) de Roberto Benabib : Kevin
- 1997 : Destination Anywhere : Jon
- 1998 : Quitte ou double (No Looking Back) de Edward Burns :  Michael
- 1998 : L'Héritage de Malcolm de Stephen Gyllenhaal : Danny
- 1998 : Row Your Boat (en) de Sollace Mitchell : Jamey Meadows
- 2000 : U-571 de Jonathan Mostow : Lieutenant Pete Emmett
- 2000 : Un monde meilleur de Mimi Leder : Ricky McKinney
- 2002 : Vampires 2 : Adieu vampires de Tommy Lee Wallace : Derek Bliss
- 2005 : Cry Wolf de Jeff Wadlow : Rich Walker
- 2006 : Pucked de Arthur Hiller : Frank Hopper
- 2011 : Happy New Year de Garry Marshall : Daniel Jensen

#### Télévision
- 1999 : Sex and the City : Seth Robinson (saison 2, épisode 13)
- 2001 : Ally McBeal : Victor Morrison (saison 5, 10 épisodes)
- 2004 : Command the Band: Bon Jovi (émission de télé-réalité) : lui-même
- 2005 : Las Vegas (série télévisée) : lui-même (saison 2, épisode 24)
- 2006 : À la maison blanche : lui-même (saison 7, épisode 15)
- 2010 : 30 Rock : lui-même (saison 4, épisode 13)

### Documentaires
Jon Bon Jovi apparaît dans plusieurs documentaires, consacrés à divers sujets et notamment à son groupe
- 1990 :  Access All Areas: A Rock & Roll Odyssey : documentaire sur la tournée mondiale de l'album New Jersey
- 2003 : Bon Jovi: The Inside Story : documentaire sur le groupe
- 2009 : Bon Jovi: Round and Round : documentaire sur le groupe
- 2009 : Bon Jovi: When We Were Beautiful : documentaire sur la tournée mondiale de l'album Lost Highway
- 2011 : The Love We Make (en) : documentaire qui suit Paul McCartney lors de sa tournée à New York au profit des victimes des attentats du 11 septembre 2001
- 2012 : Two: The Story of Roman & Nyro : documentaire qui retrace le parcours du compositeur Desmond Child
- 2012 : 12-12-12: The Concert for Sandy Relief : documentaire qui retrace le concert du 12 décembre 2012, dont les bénéfices ont été reversés aux victimes de l'ouragan Sandy

## Distinctions

### Distinctions personnelles

#### Oscars du cinéma
| Année | Travail nommé  | Récompense                  | Résultat   |
| ----- | -------------- | --------------------------- | ---------- |
| 1991  | Blaze of Glory | Meilleure chanson originale | Nomination |

#### ASCAP Latin Awards
| Année | Travail nommé             | Récompense  | Résultat |
| ----- | ------------------------- | ----------- | -------- |
| 2008  | Como Yo Nadie Te Ha Amado | Pop/Ballade | Lauréat  |

#### American Music Awards
| Année | Travail nommé  | Award                       | Result  |
| ----- | -------------- | --------------------------- | ------- |
| 1991  | Blaze of Glory | Chanson favorite (Pop/rock) | Lauréat |

#### Arena Football League
| Année | Evénement      | Récompense                                                 | Résultat                                           |
| ----- | -------------- | ---------------------------------------------------------- | -------------------------------------------------- |
| 2008  | ArenaBowl XXII | Foster Trophy (comme propriétaire du Soul de Philadelphie) | Soul de Philadelphie 59 – SaberCats de San José 56 |

#### BRIT Awards
| Année | Travail nommé | Récompense                 | Résultat |
| ----- | ------------- | -------------------------- | -------- |
| 1998  | Lui-même      | Meilleur chanteur étranger | Lauréat  |

#### Grammy Awards
| Année | Travail nommé  | Récompense                                                               | Résultat   |
| ----- | -------------- | ------------------------------------------------------------------------ | ---------- |
| 1991  | Blaze of Glory | Meilleure prestation rock avec chant                                     | Nomination |
| 1991  | Blaze of Glory | Meilleure chanson écrite pour un film, un téléfilm ou autre média visuel | Nomination |

#### Golden Globes
| Année | Travail nommé       | Award                       | Result     |
| ----- | ------------------- | --------------------------- | ---------- |
| 1991  | Blaze of Glory      | Meilleure chanson originale | Lauréat    |
| 2012  | Not Running Anymore | Meilleure chanson originale | Nomination |

#### MTV Europe Music Awards
| Année | Travail nommé | Récompense                | Résultat |
| ----- | ------------- | ------------------------- | -------- |
| 1997  | Lui-même      | Meilleur artiste masculin | Lauréat  |

#### MTV Video Music Awards
| Année | Travail nommé  | Récompense                   | Résultat   |
| ----- | -------------- | ---------------------------- | ---------- |
| 1991  | Blaze of Glory | Meilleure vidéo masculine    | Nomination |
| 1991  | Blaze of Glory | Meilleure vidéo pour un film | Nomination |

### Avec le groupe Bon Jovi
- 2006 : Intronisation du groupe au UK Music Hall of Fame
- 2018 : Intronisation du groupe au Rock and Roll Hall of Fame[44].